# Борромини, Франческо
Франческо Борромини, Франческо Кастелли (итал. Francesco Borromini; Francesco Castelli; 25 сентября 1599[…], Биссоне, Локарно, Швейцарский союз — 3 августа 1667[…], Рим, Папская область) — итальянский архитектор, работавший в Риме. Наиболее радикальный представитель зрелого римского барокко.

## Биография
Франческо Кастелли родился в Биссоне, недалеко от Лугано в Тичино, который в то время был под юрисдикцией Швейцарской Конфедерации. Борромини происходил из семьи потомственных каменщиков и строителей, какими славился Тессинский кантон. Он был старшим из четырёх детей. О его отце Джованни Доменико сохранилось немного данных, но известно, что он был скромным архитектором или мастером-строителем на службе у герцогов Висконти в Милане; его мать, Анастасия Гарове, происходила из богатой семьи, которая занималась строительством и имела отдалённое отношение к Доменико Фонтане, который в то время считался одним из самых престижных архитекторов в западном мире.
Вскоре он отправился в Милан, чтобы учиться и совершенствоваться в строительном ремесле. С 1619 года работал в Риме, помощником Карло Мадерна, своего дальнего родственника, на строительстве собора Святого Петра, а затем Палаццо Барберини. Когда Мадерна умер в 1629 году, он и Пьетро да Кортона продолжали работать над строительством дворца под руководством Джованни Лоренцо Бернини.
С 1628 года он стал подписываться: «Борромини», чтобы его отличали от других римских строителей, которых называли Кастелли. Псевдоним происходит от семьи его матери или, как предполагают его итальянские биографы, в честь миланского святого Карло Борромео. После смерти Мадерна Борромини присоединился к группе Дж. Л. Бернини, достраивавшей Палаццо Барберини. В дальнейшем Франческо Борромини работал в Риме в постоянном соперничестве с Джан Лоренцо Бернини за папское внимание и получение выгодных заказов.
Однако карьера Борромини не была удачной. Он работал вдумчиво и медленно. Часто заказчики теряли терпение и отзывали свой заказ, передавали его Дж. Л. Бернини. Завершив капеллу Фальконьери в церкви Сан-Джованни-деи-Фиорентини, 22 июля 1667 года Борромини почувствовал себя тяжело больным и больше не выходил из дома. Он сжёг рукописи и рисунки, а затем проткнул себя шпагой, но ещё долго мучился, истекая кровью, прежде чем умер. Смерть не была быстрой, но произошла «в десять часов утра»; таким образом, Борромини успел объяснить причины этого безумного жеста, продиктовать завещательное распоряжение и просьбу похоронить его в церкви Сан-Джованни-деи-Фиорентини рядом с могилой своего учителя Карло Мадерна. Его просьбу выполнили, однако, согласно правилу, на плите нет надписи, поскольку захоронение самоубийц не может быть обозначено и даже не может находиться в храме, хотя для Борромини сделали исключение.
В недавнее время имя архитектора было добавлено на мраморной плите захоронения Карло Мадерна, а на колонне церкви по заказу посольства Швейцарии в Риме установлена памятная доска. Латинская надпись гласит: «Франческо Борромини из Тичино, рыцарь Христа, архитектор с вечной репутацией, божественный в силе своего искусства, он посвятил себя украшению великолепных зданий Рима, среди которых: Ораторио деи Филиппини, церкви Сант-Иво, Сант-Аньезе ин Агоне, перестройка Латеранской базилики, Сант-Андреа делле Фратте, Сан-Карло на Квиринале, здание конгрегации Пропаганды Веры, а также в этом храме (Сан-Джованни деи Фиорентини) он украсил Высокий Алтарь недалеко от этого могильного камня, рядом с останками Карло Мадерно он был найден, недалеко от города и его родственника (Карло Мадерно), в мире он покоится с Господом».

## Творчество
Франческо Борромини вышел из «низшего круга» ломбардских мастеров, и наследовал традиции ремесленного уклада строителей-каменщиков Севера Италии в отличие от столичной школы римского барокко, которую возглавлял Джан Лоренцо Бернини. У него были навыки мастера-каменотёса и организатора практических работ, которые он приобрёл в период работы в Милане и ученичества у Карло Мадерна в Риме. «Глубокое знание технических секретов мастерства, — писал об архитекторе А. К. Якимович, — совершенный и абсолютный архитектурный профессионализм, ставший редкостью в эпоху разносторонних гениев Возрождения… естественно сочетаются у Борромини с внутренней свободой от многих традиционных рамок, канонов и запретов в архитектуре». Борромини знает своё дело так, как знали его средневековые ремесленники. Далее Якимович писал, пересказывая суждение М. Дворжака: «Необыкновенный талант Борромини оживлять архитектуру, заставлять её двигаться, волноваться, расти ввысь остался бы бесполезным, да и вообще не смог бы развиться без совершенного освоения вековых традиций строительного ремесла». Его рационализм, точный расчёт и инженерное мастерство противостояли фантазиям Бернини, «театральной эффектности его скульптур и безграмотной с точки зрения тектоники архитектуры».
Архитектор вполне сознательно формировал напряжённое пространство вокруг своих построек, как например в знаменитой «застывшей волне» фасада церкви Сан-Карло алле Куатро Фонтане. Окружности он неизменно предпочитал эллипс. Прямой линии и плоскости — изгиб. Так и церковь Сан-Карло имеет свой «секрет»: овальное подкупольное пространство с сияющим в световых лучах голубем Святого Духа, неожиданно контрастирующее с построенным по всем правилам классицистической архитектуры интерьером.
Борромини занимался математикой и самостоятельно осваивал многие науки. Собрал выдающуюся библиотеку. Следуя тенденциям формообразования стиля римского барокко, он всегда предлагал самые необычные, экстравагантные решения и мало кто мог догадаться, что за такими решениями кроется математика и геометрия. Он выстраивал свои замысловатые композиции не на основе классических пропорциональных модулей в один или два квадрата, а использовал иррациональные отношения и необычные геометрические фигуры, придавая им символическое значение.
Так композиция церкви Сант-Иво алла Сапиенца (1642—1660) строится на контрастном чередовании вогнутого фасада, шестилепесткового барабана, имеющего сложную выпукло-вогнутую форму, высокой лантерны со сдвоенными колонками и спиралеобразного пандуса необычайного шатра, заменяющего традиционный купол. Вдоль пандуса шатра высятся высеченные из камня факелы с языками пламени — символ пламенеющего Духа. Лантерна несёт металлическую фигурную «корону», олицетворяющую папскую тиару. Эта ажурная конструкция, увенчанная золотистым шаром и крестом, как бы парит в небе, резко контрастируя с множеством полусферических и параболических куполов Рима.
В плане церкви, нашедшем как в зеркале отражение в структуре купола, Борромини применил осесимметричную схему, наложив друг на друга два равных правильных треугольника. В результате в композиции интерьера церкви оказалась зашифрованной Звезда Давида, совмещённая с тремя полукружиями, что создает типичный готический трифолий (трилистник). Внутренний свод повторяет мотив трифолия, плавно перетекая через «лепестки» фигурного плафона в окружность лантерны. Звезда Давида напоминает историю храма Соломона в Иерусалиме, который, в том числе согласно идеологии ордена иезуитов, считался символическим прообразом всех христианских церквей Рима и Католического мира. Кроме того, готический трифолий отражает идею преемственности стиля римского барокко, или «стиля иезуитов», непосредственно от средневековой готики.
В фасаде Палаццо Барберини, над проектом которого работали все три знаменитых архитектора: Мадерна, Бернини и Борромини, последнему, вероятно, принадлежит идея необычных «перспективных» окон третьего этажа, а внутри — столь же необычная овальная в плане спиральная лестница со сдвоенными колоннами.
В Палаццо Спада помимо общей перестройки здания Борромини в 1652—1653 годах создал необычную «перспективную галерею», названную впоследствии его именем, создающую эффект усиленной перспективы. Она представляет собой типичную для эпохи маньеризма и барокко причуду, относящуюся к жанру обманки, или тромплёя (фр. trompe-l'œil — «обманчивый глаз», «обманчивая видимость»), но также отражает научный интерес архитектора к архитектурной геометрии.
Борромини был «конструктивно мыслящим скульптором зданий». То, что сделал для архитектуры Борромини иногда сравнивают с тем, что сделал для славы живописи Рембрандт. Принцип непрерывного «перетекания» внутреннего и внешнего пространств в дальнейшем развивали его последователи Г. Гварини и Б. Нойман. Новации Борромини оказали особенно значительное влияние на архитектуру стран Северной Европы, на австрийское, чешское и немецкое барокко. Свои взгляды Борромини изложил в книге «Опус об архитектуре» (Opus Architectonicum, 1559—1667). Книга была опубликована только в 1735 году.

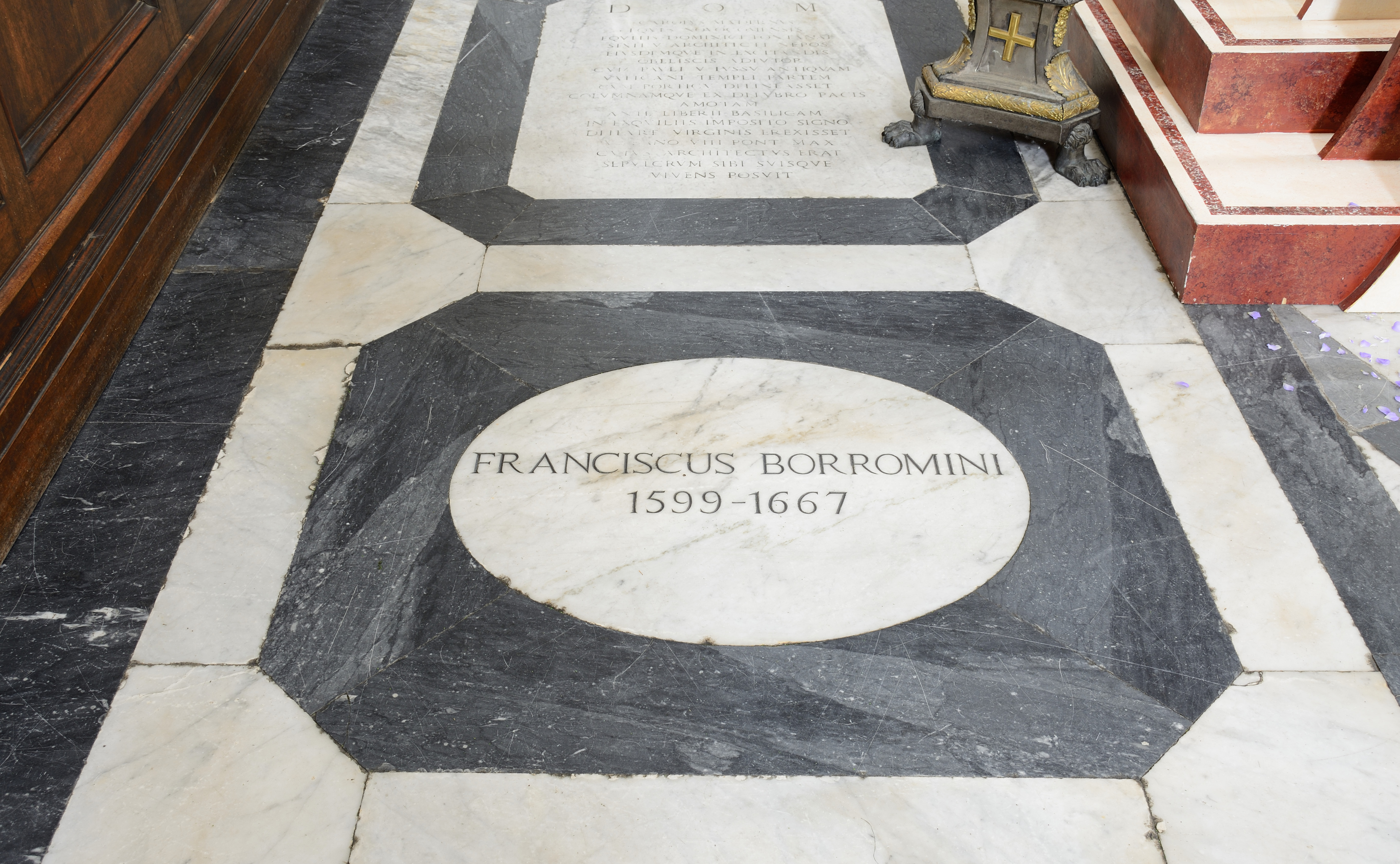
Захоронение Ф. Борромини в церкви Сан-Джованни-деи-Фиорентини в Риме

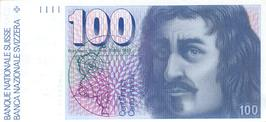
Борромини на банкноте 100 швейцарских франков

Франческо Борромини был изображён на 6-й серии банкнот 100 швейцарских франков, которая была в обращении с 1976 по 2000 год. Это решение в то время вызвало полемику в Швейцарии, начатую швейцарским итальянским историком искусства Пьеро Бьянкони. По его словам, поскольку в XVII веке территории, которые в 1803 году стали кантоном Тичино, были итальянскими владениями некоторых швейцарских кантонов (кондоминиумов двенадцати кантонов), Борромини нельзя было ни назвать ни тичианцем, ни швейцарцем.
Об архитекторе Борромини французским режиссёром Эженом Грином снят кинофильм La Sapienza, выпущен на экраны в 2015 году.

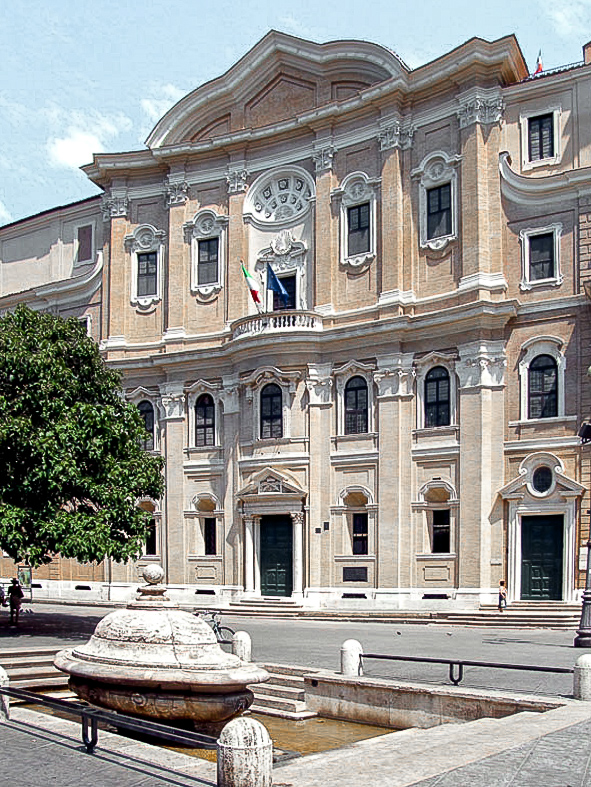
Ораторио деи Филиппини. 1637—1662
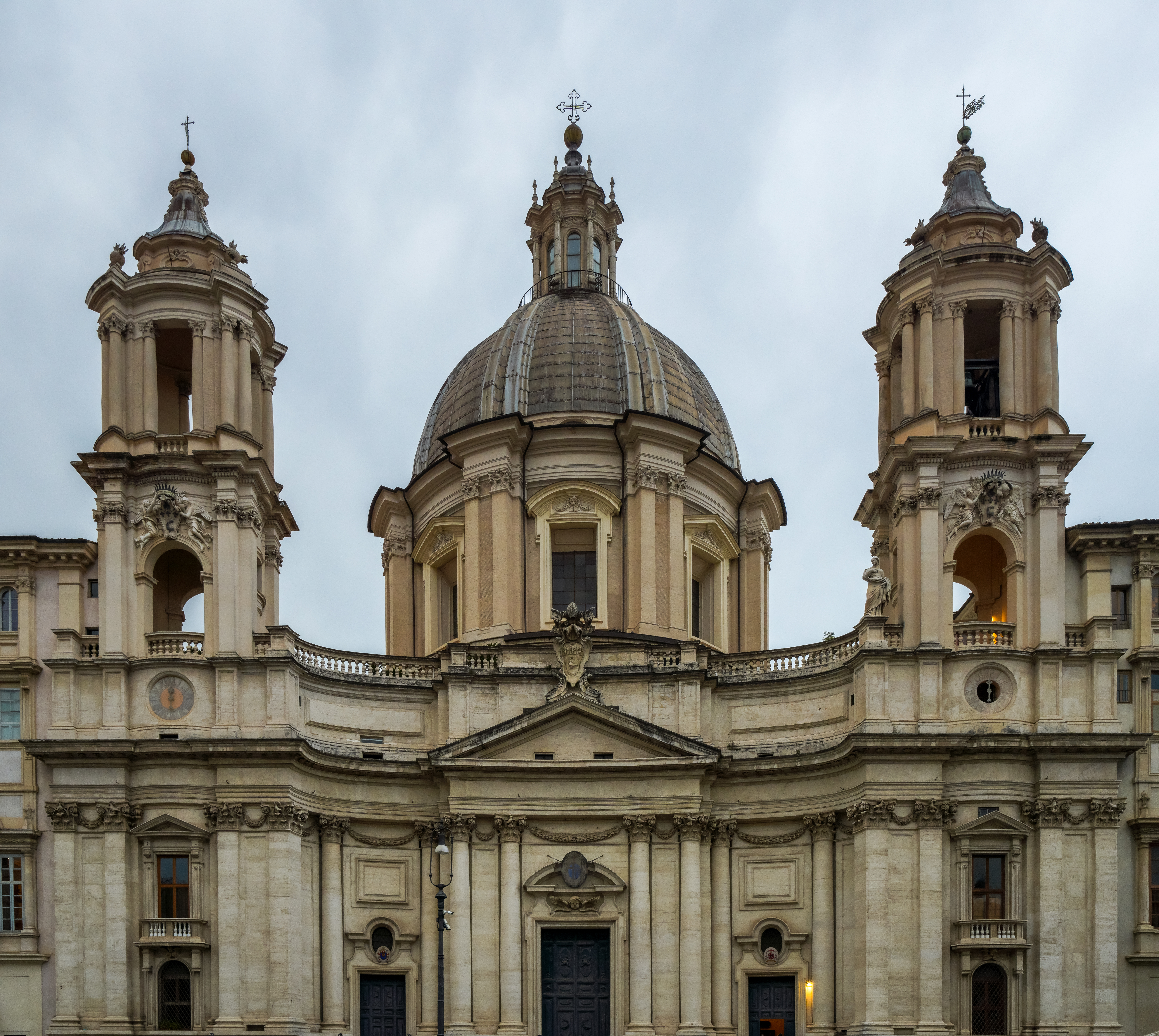
Церковь Сант-Аньезе-ин-Агоне на Пьяцца Навона. 1653—1657
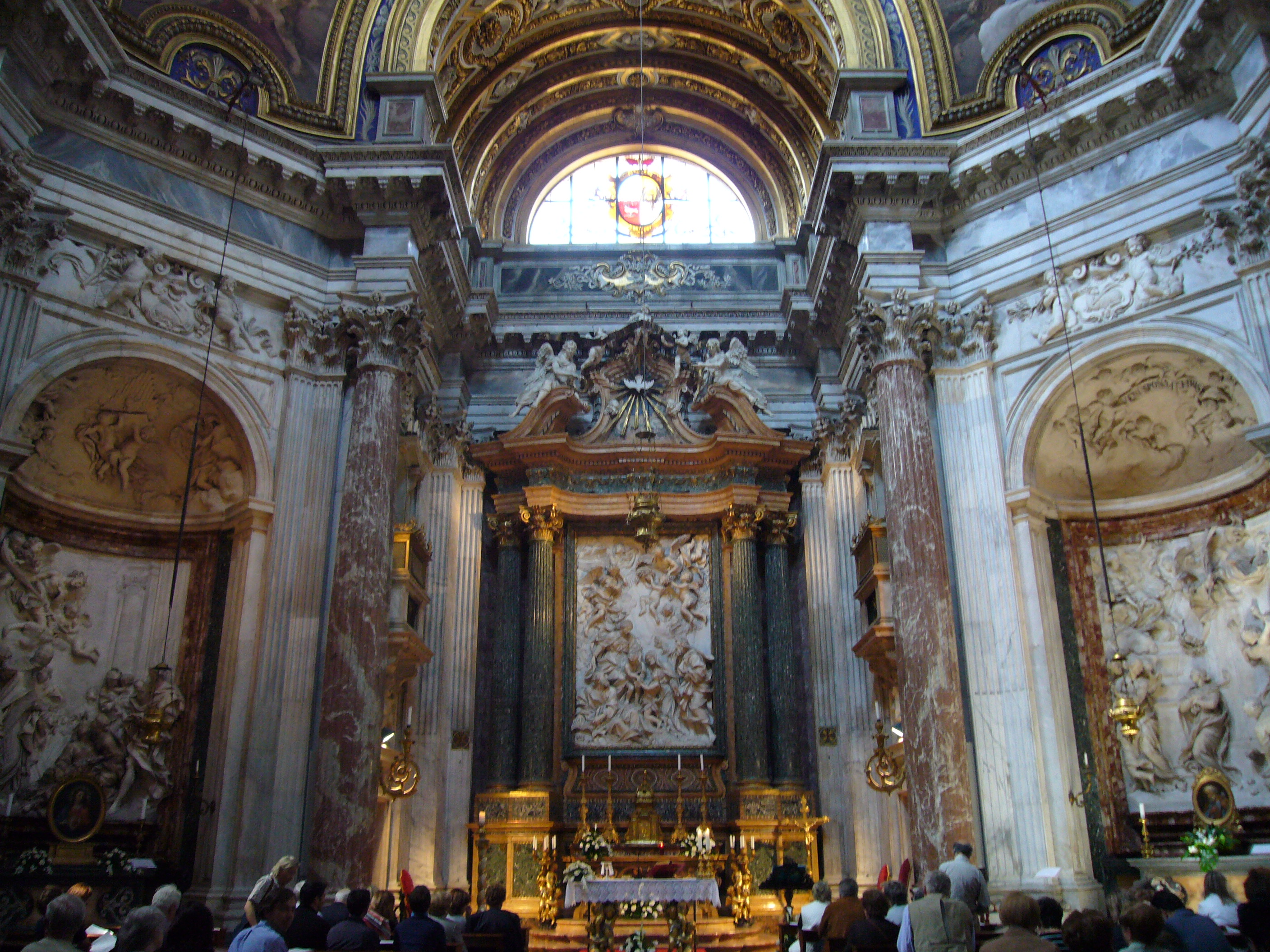
Сант-Аньезе-ин-Агоне. Интерьер
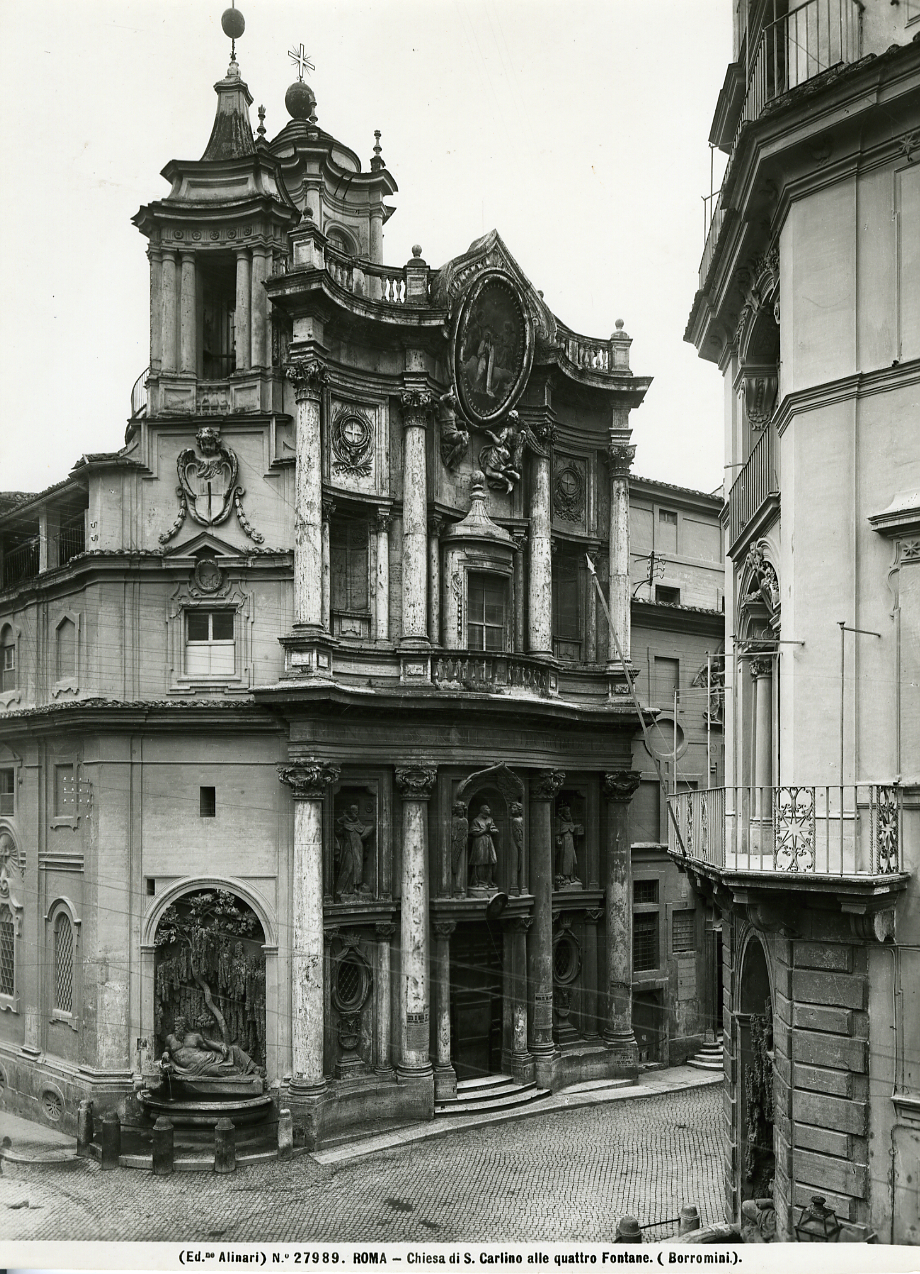
Церковь Сан-Карло алле Куатро Фонтане в Риме. 1634—1637. Фасад: 1664—1667. Фотография 1938 г.
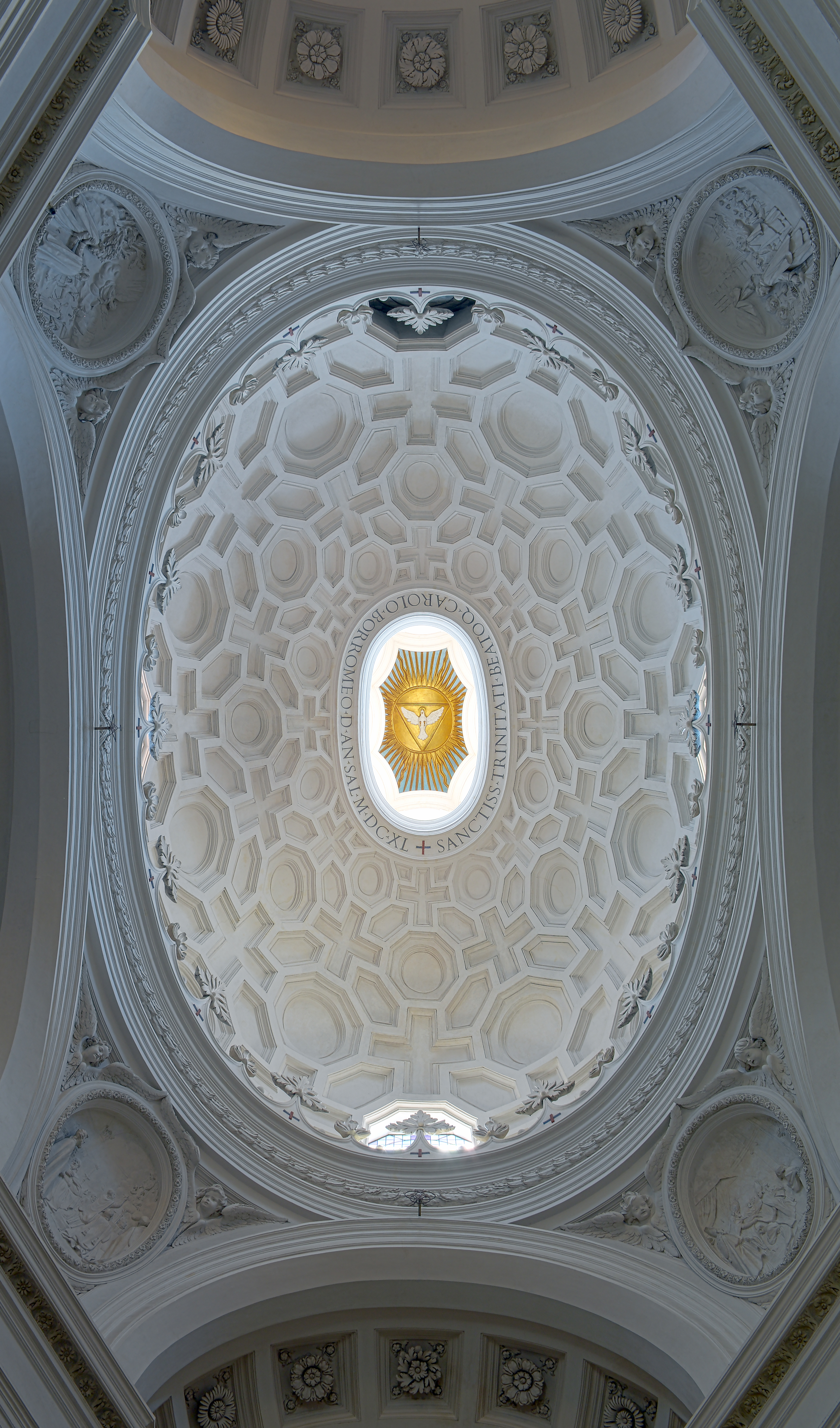
Сан-Карло алле Куатро Фонтане. Купол
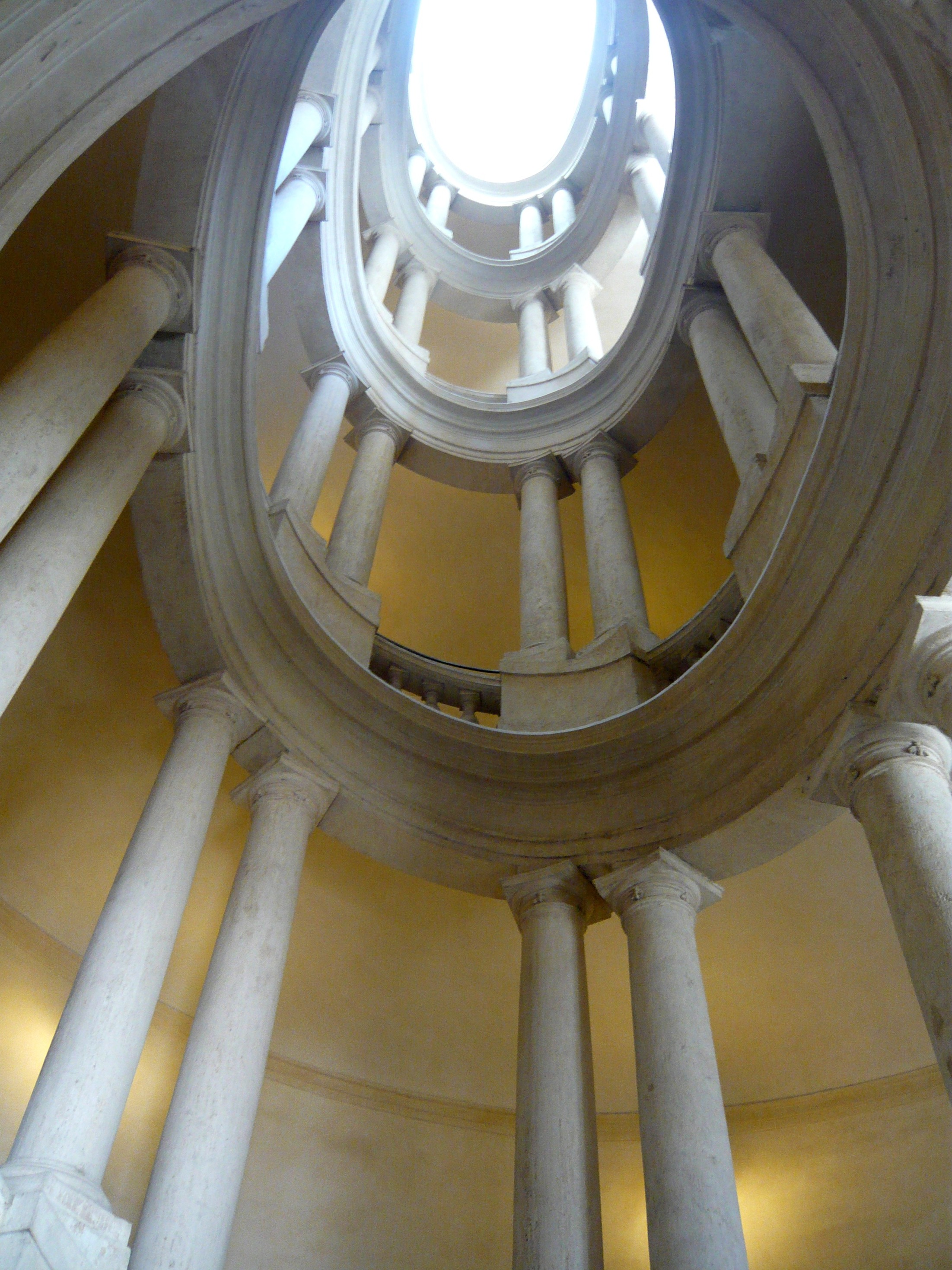
Палаццо Барберини. «Лестница Борромини». 1629—1631
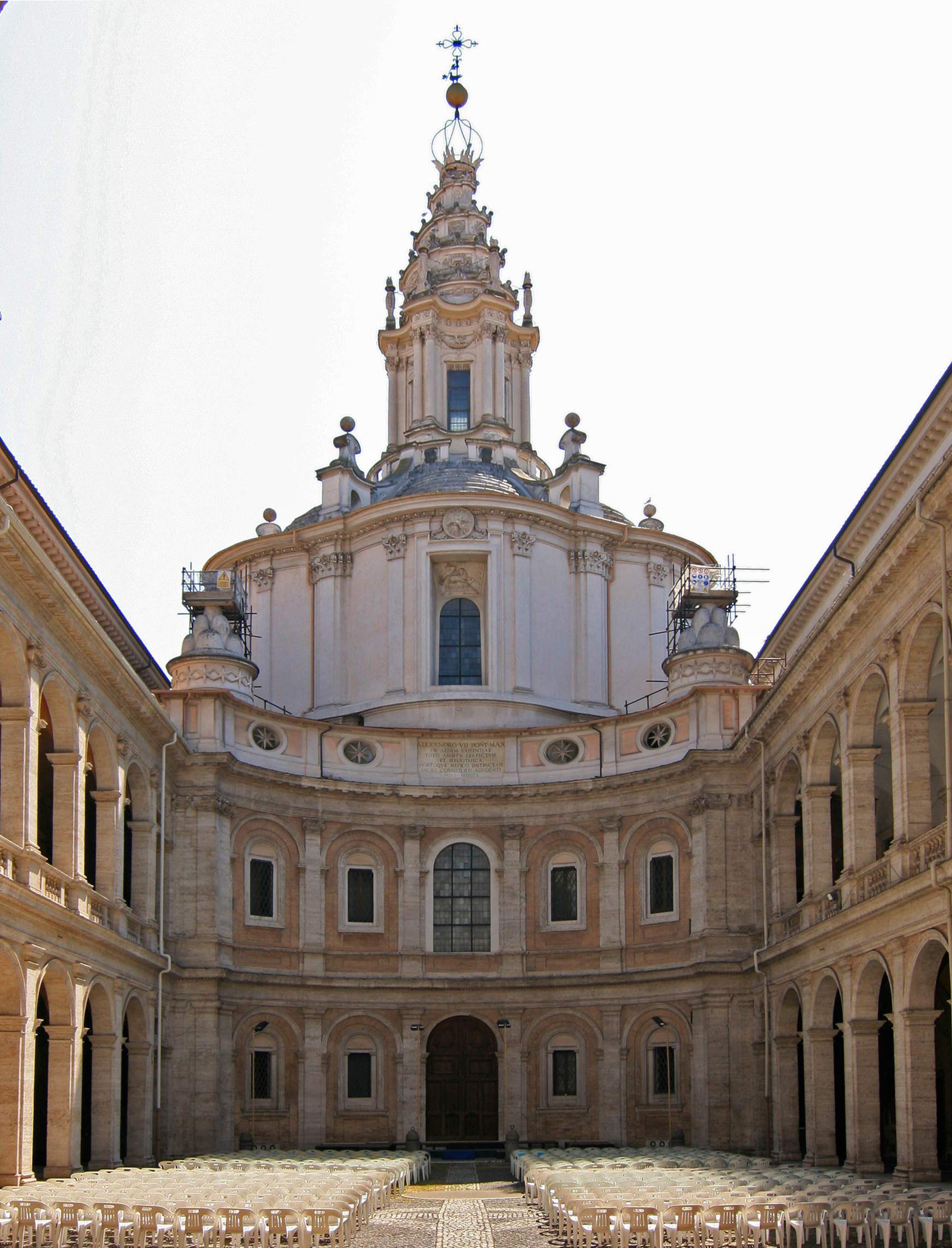
Церковь Сант-Иво алла Сапиенца. 1642—1660
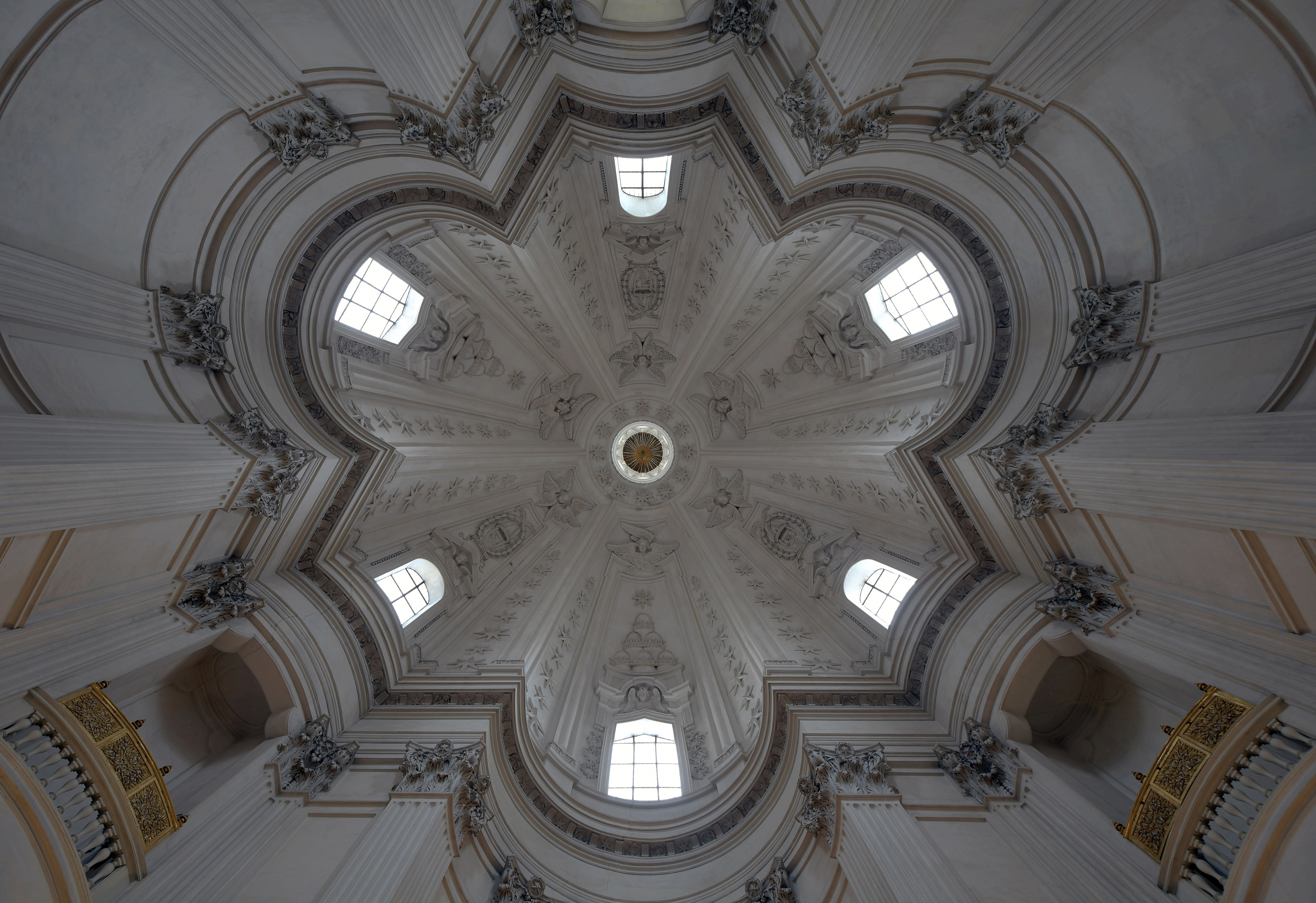
Церковь Сант-Иво. Купол
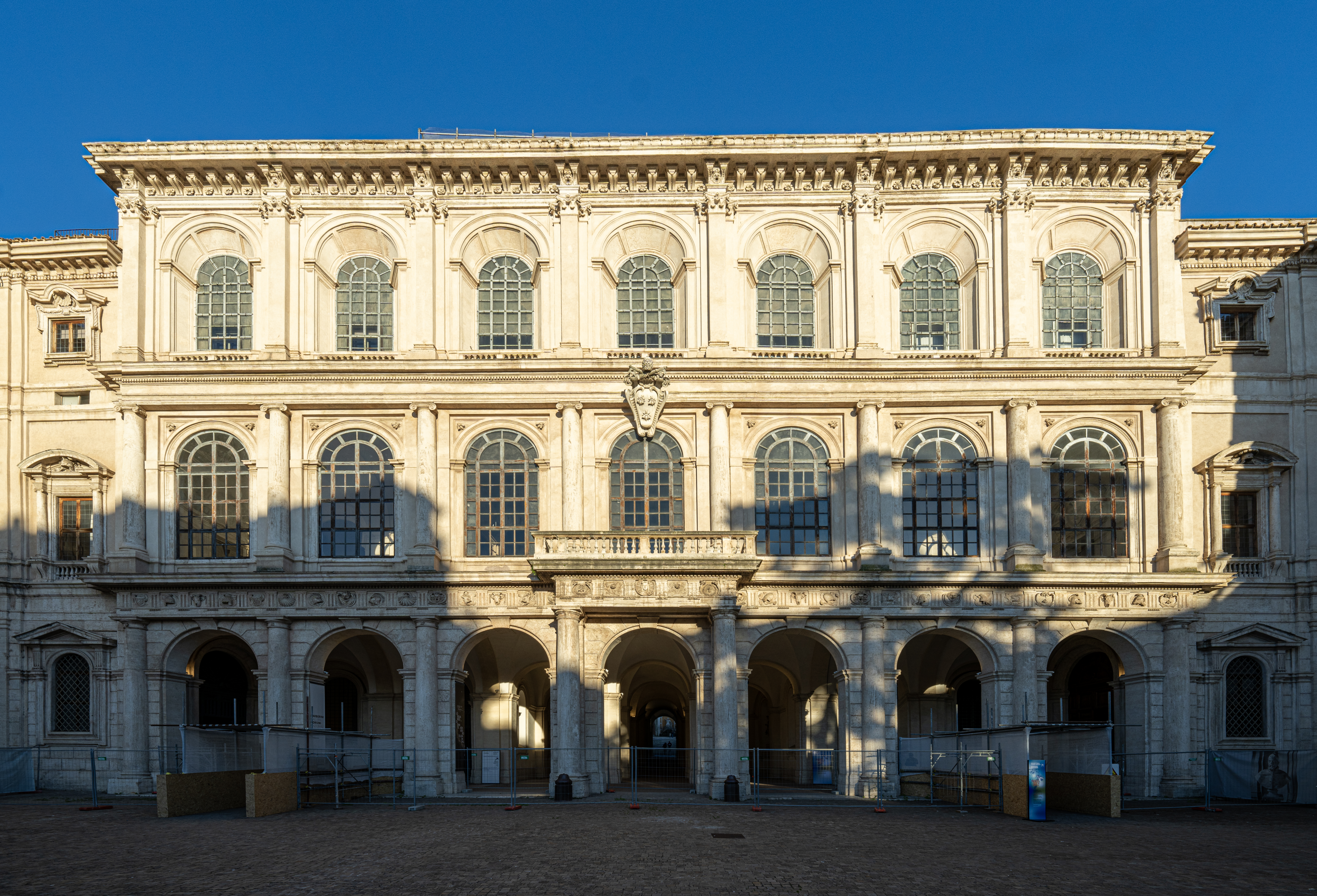
Палаццо Барберини. 1629—1631
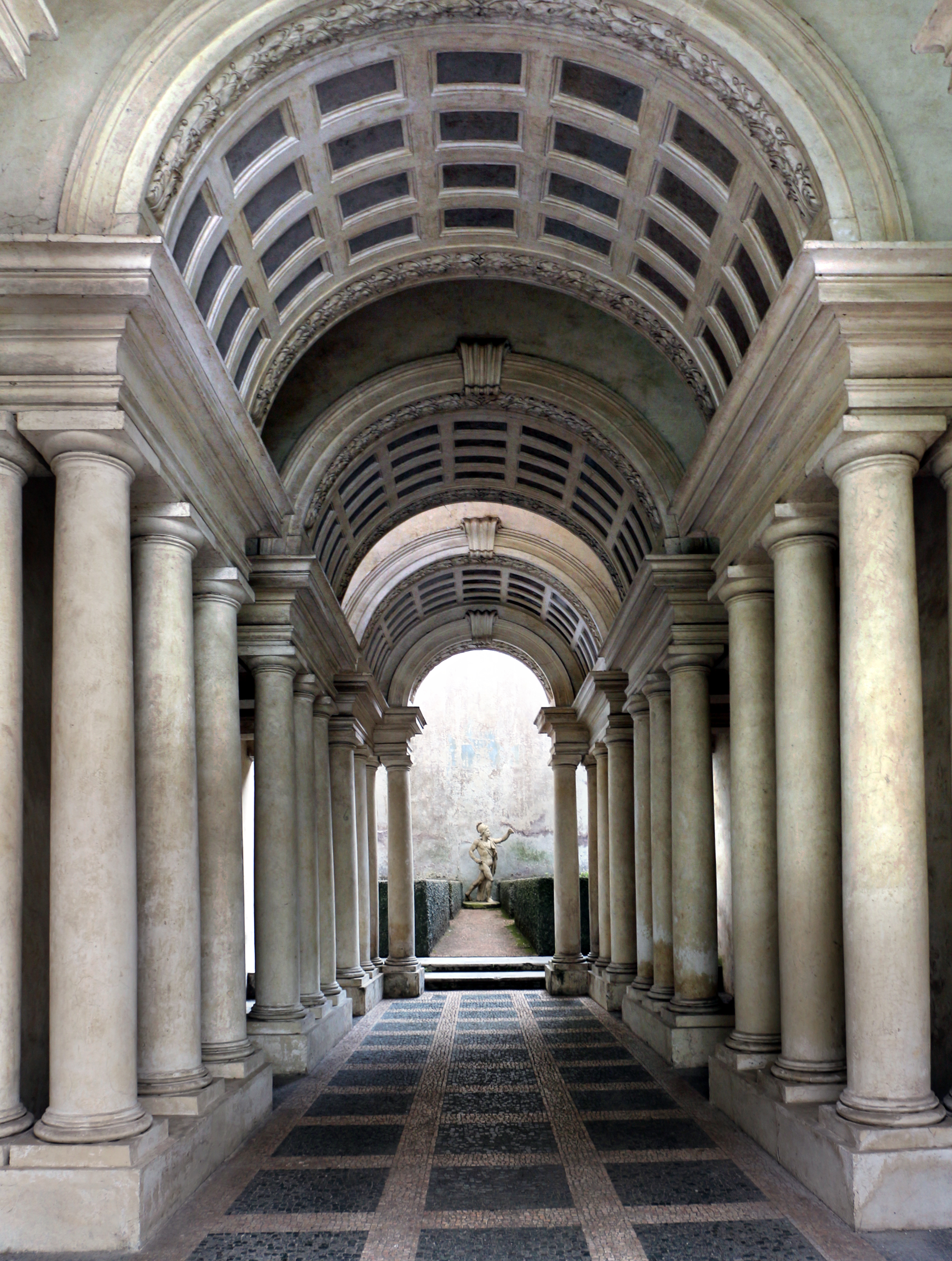
Палаццо Спада. Перспективная «Галерея Борромини». 1652—1653

## Основные стройки и реконструкции, связанные с именем Борромини
- 1629—1631 — Палаццо Барберини (Palazzo Barberini)
- 1631—1633 — Собор Святого Петра (San Pietro) в Ватикане
- 1634—1637 — Церковь Сан-Карло алле Куатро Фонтане (San Carlo alle Quattro Fontane)[10]
- 1637—1662 — Ораторио деи Филиппини в Риме (Oratorio dei Filippini di Roma)
- 1637—1638 — Церковь Св. Лючии в Сельчи (Chiesa di Santa Lucia in Selci)
- 1642—1660 — Церковь Сант-Иво алла Сапиенца (Sant’Ivo della Sapienza)
- 1645—1650 — Палаццо Памфили (Palazzo Pamphili)
- 1652—1653 — Палаццо Спада (Palazzo Spada)
- 1646—1667 — Палаццо пропаганды Веры (Palazzo di Propaganda Fide) на Площади Испании
- 1647—1650 — Собор Святого Иоанна Латеранского (San Giovanni in Laterano)
- До 1655 — Церковь Семи скорбей Девы Марии (Chiesa di Santa Maria dei Sette Dolori)
- 1653—1657 — Церковь Сант-Аньезе-ин-Агоне (Sant’Agnese in Agone)
- 1653—1665 — Церковь Сант-Андреа-делле-Фратте (Sant’Andrea delle Fratte)
- 1667- Церковь Сан-Джованни-деи-Фиорентини (Chiesa di San Giovanni dei Fiorentini)

На родине архитектора в Лугано поставлена модель церкви Сан-Карло-алле-Куаттро-Фонтане в разрезе (фото).